# چیلدرس (تگزاس)
چیلدرس، تگزاس(به انگلیسی: Childress, Texas) شهری در ایالت تگزاس از ایالات جنوبی ایالات متحده آمریکا است.

## نگارخانه

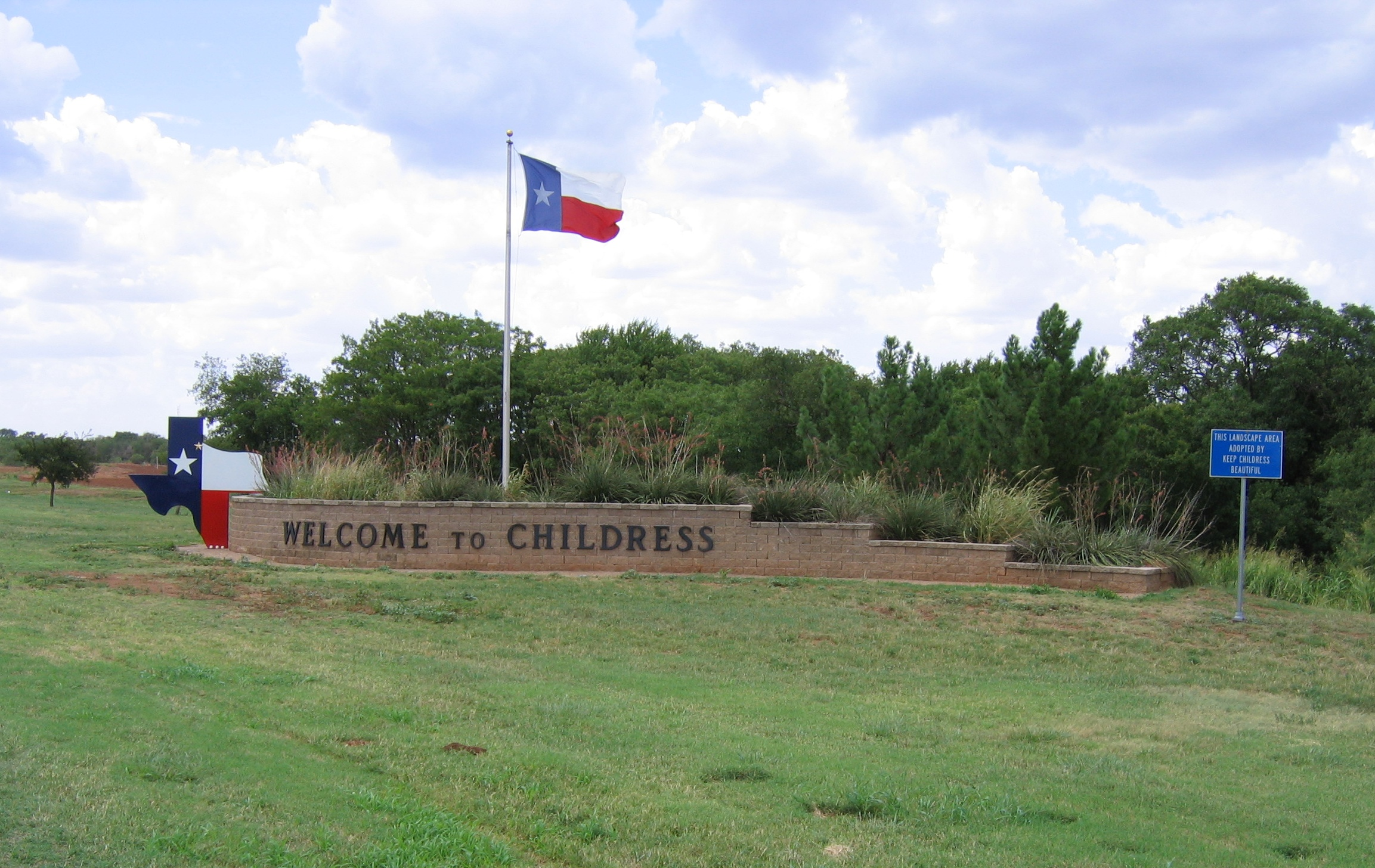
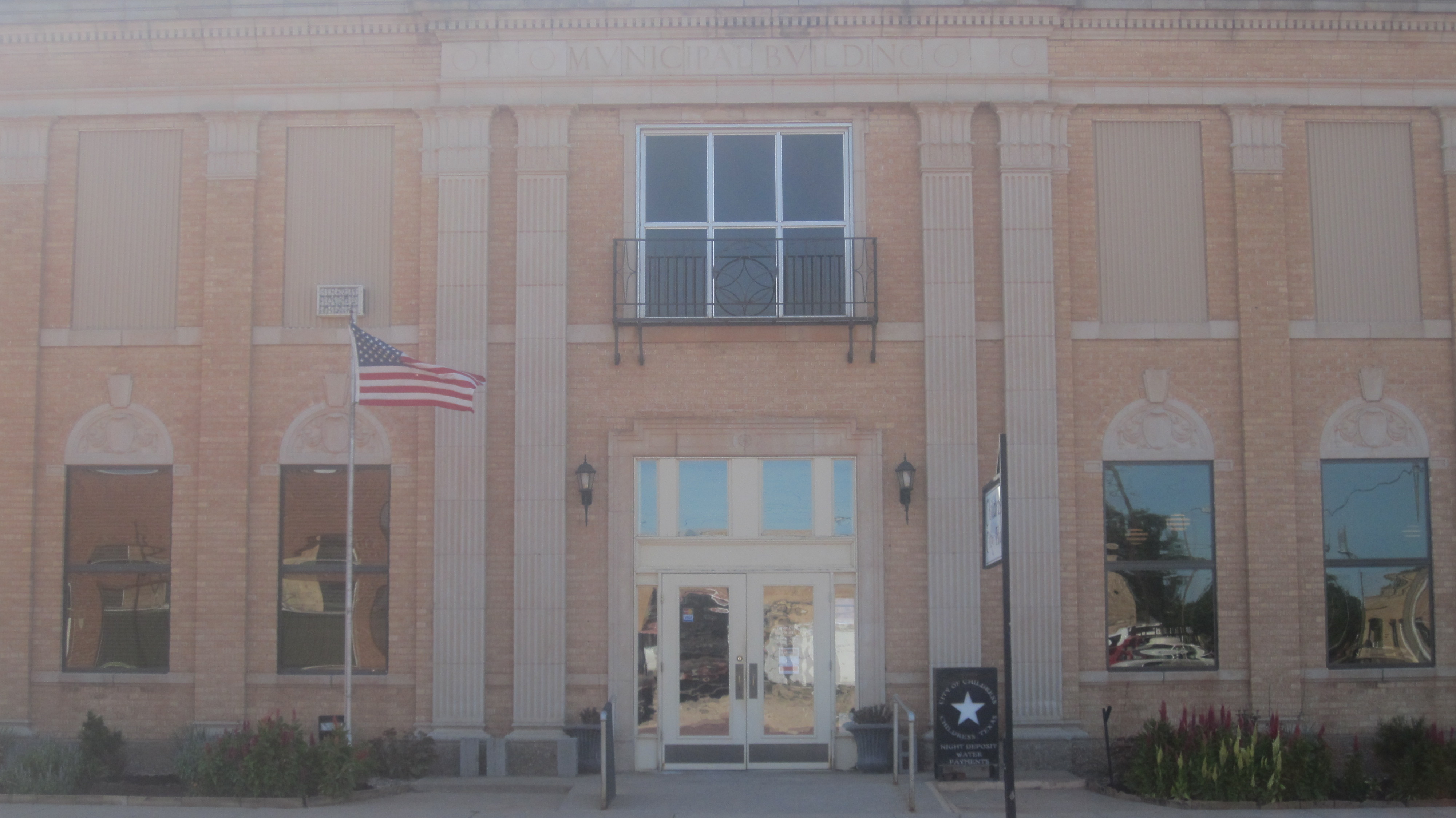
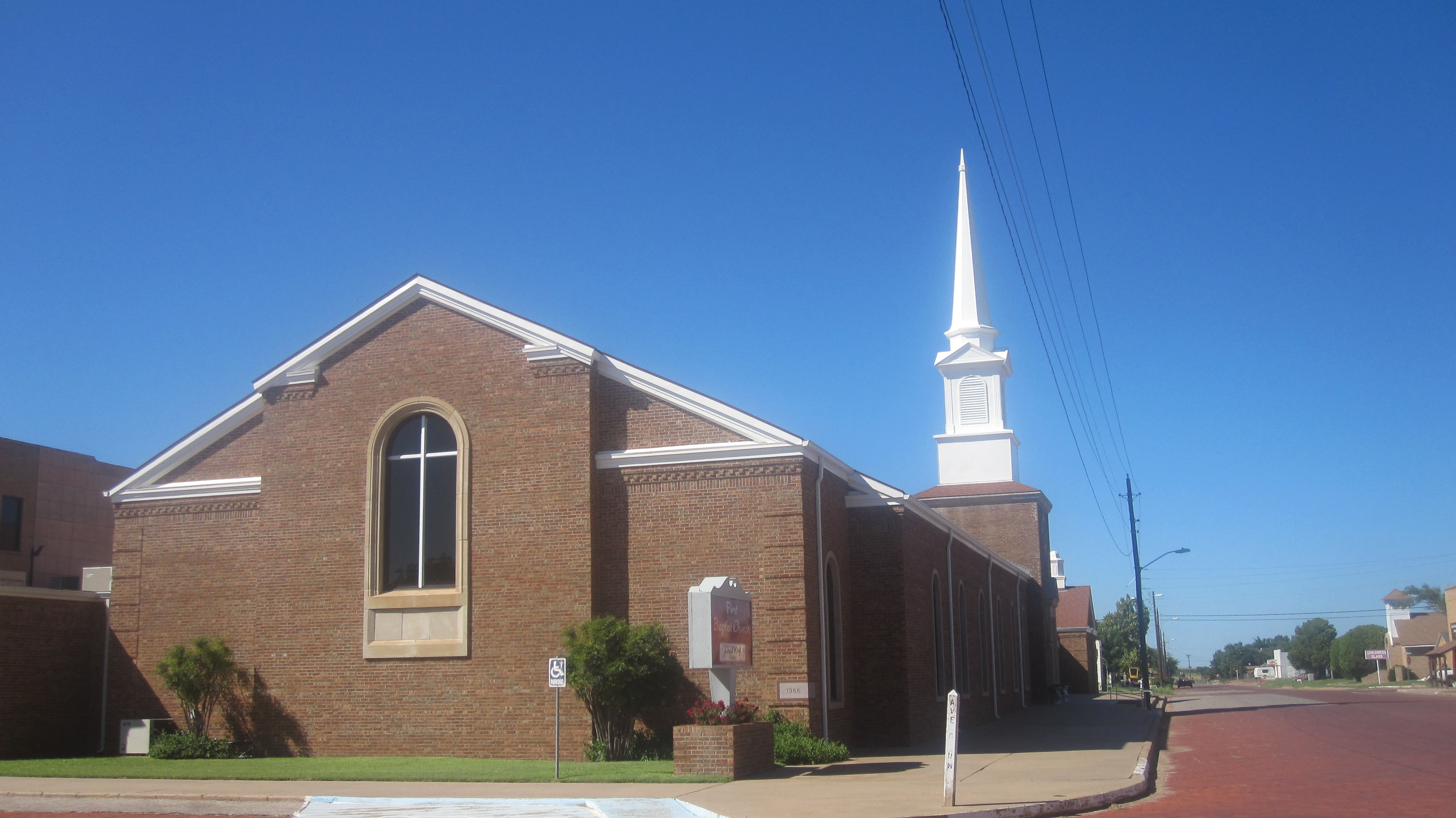
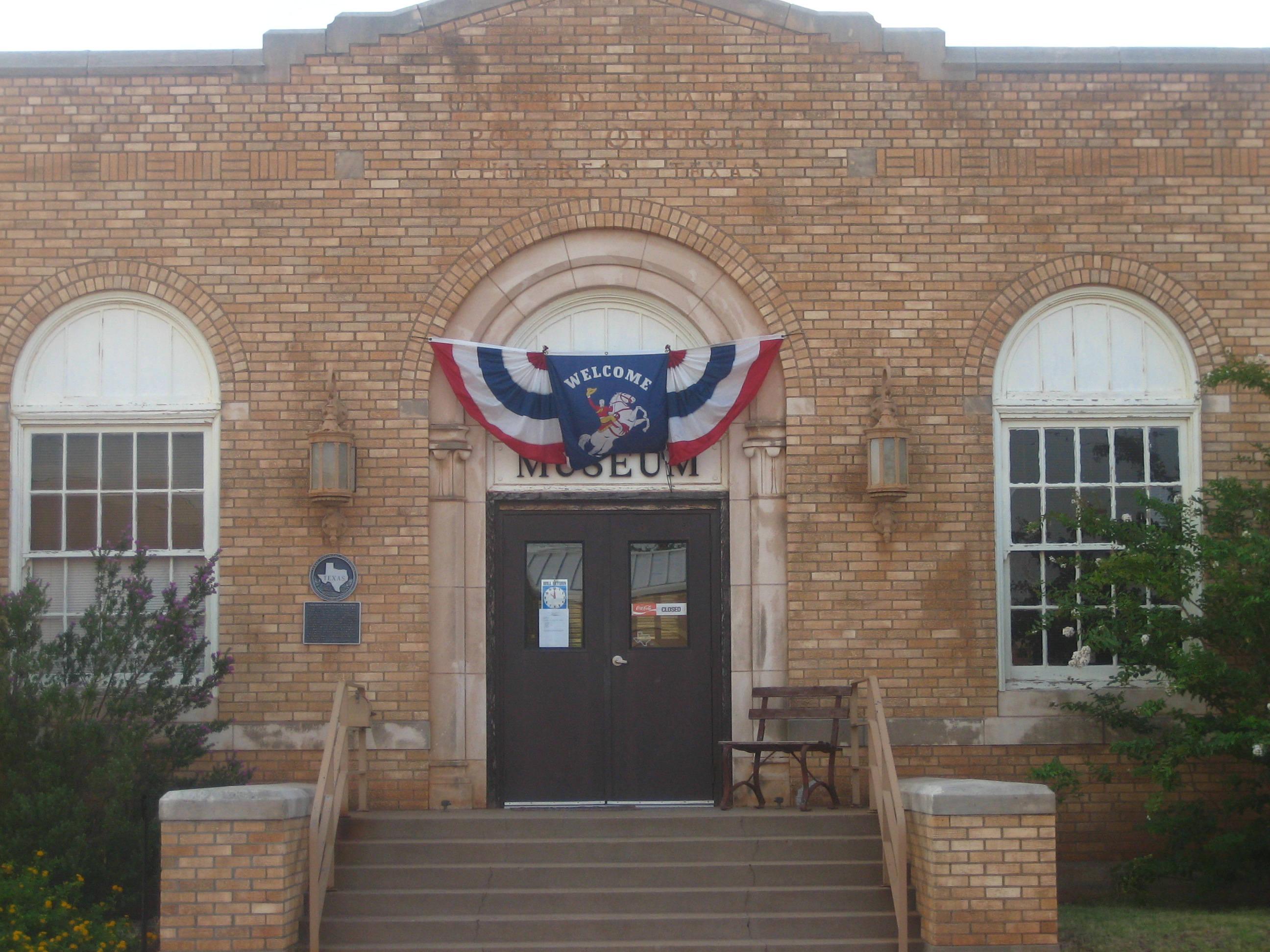
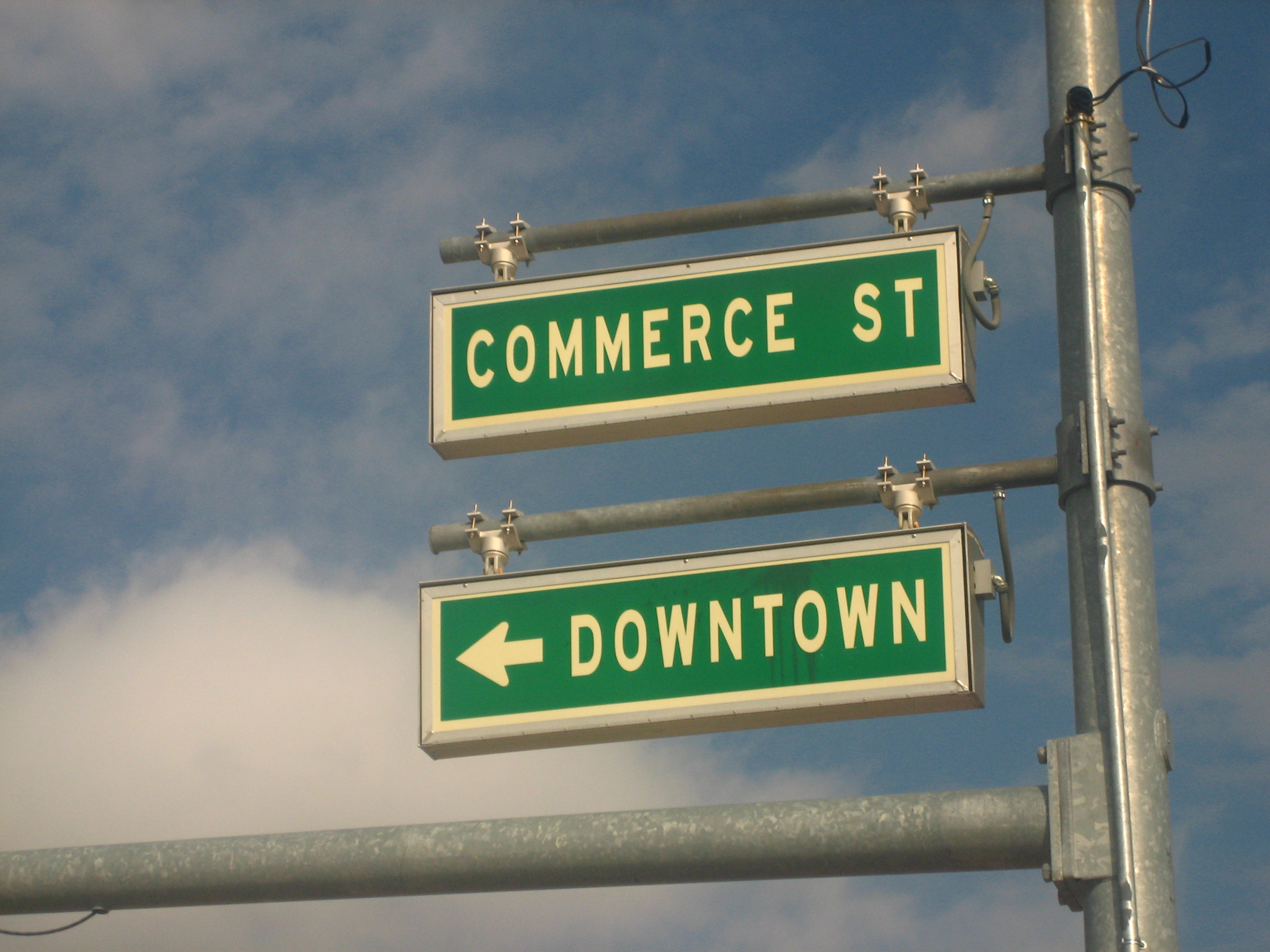
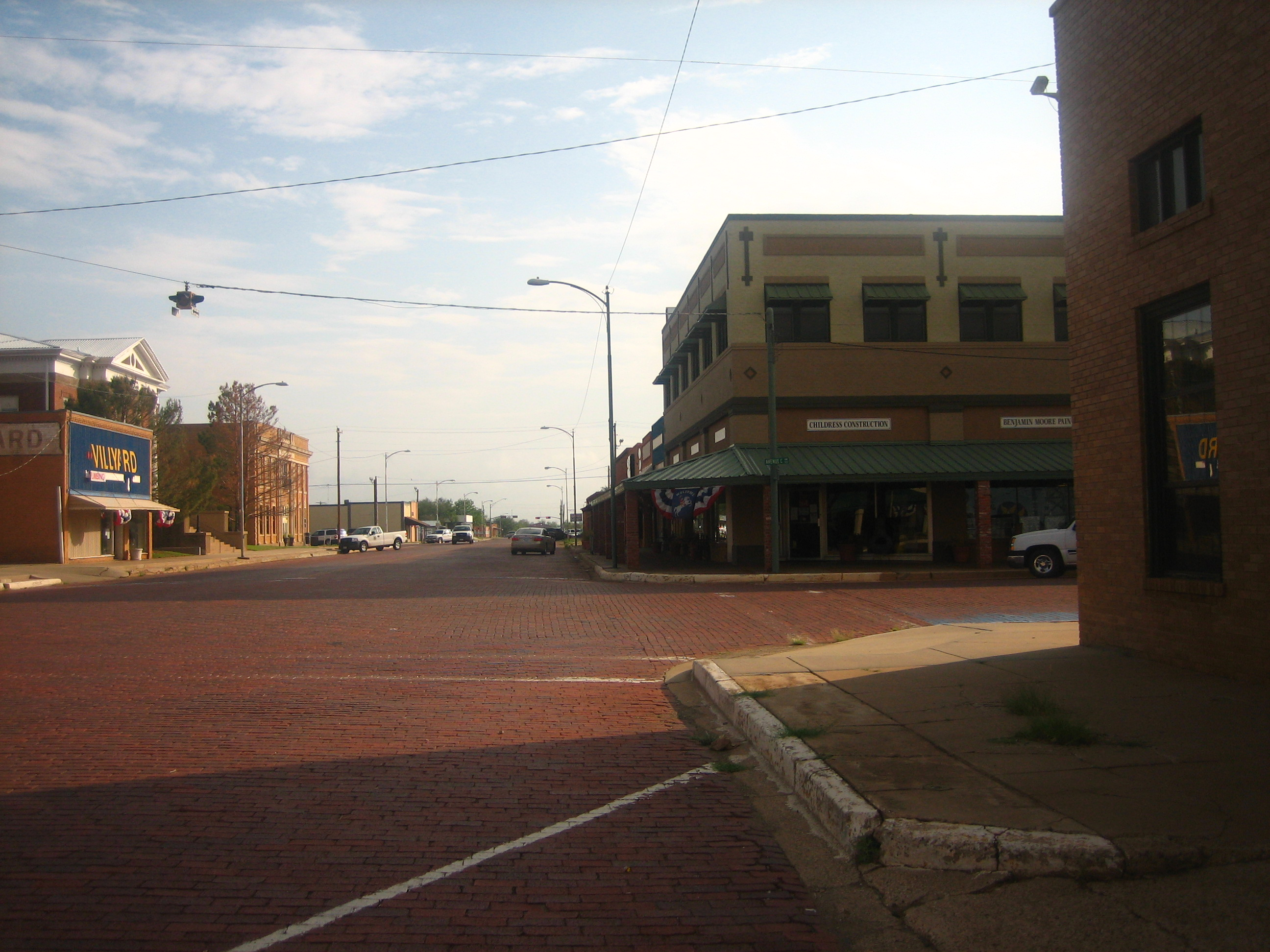
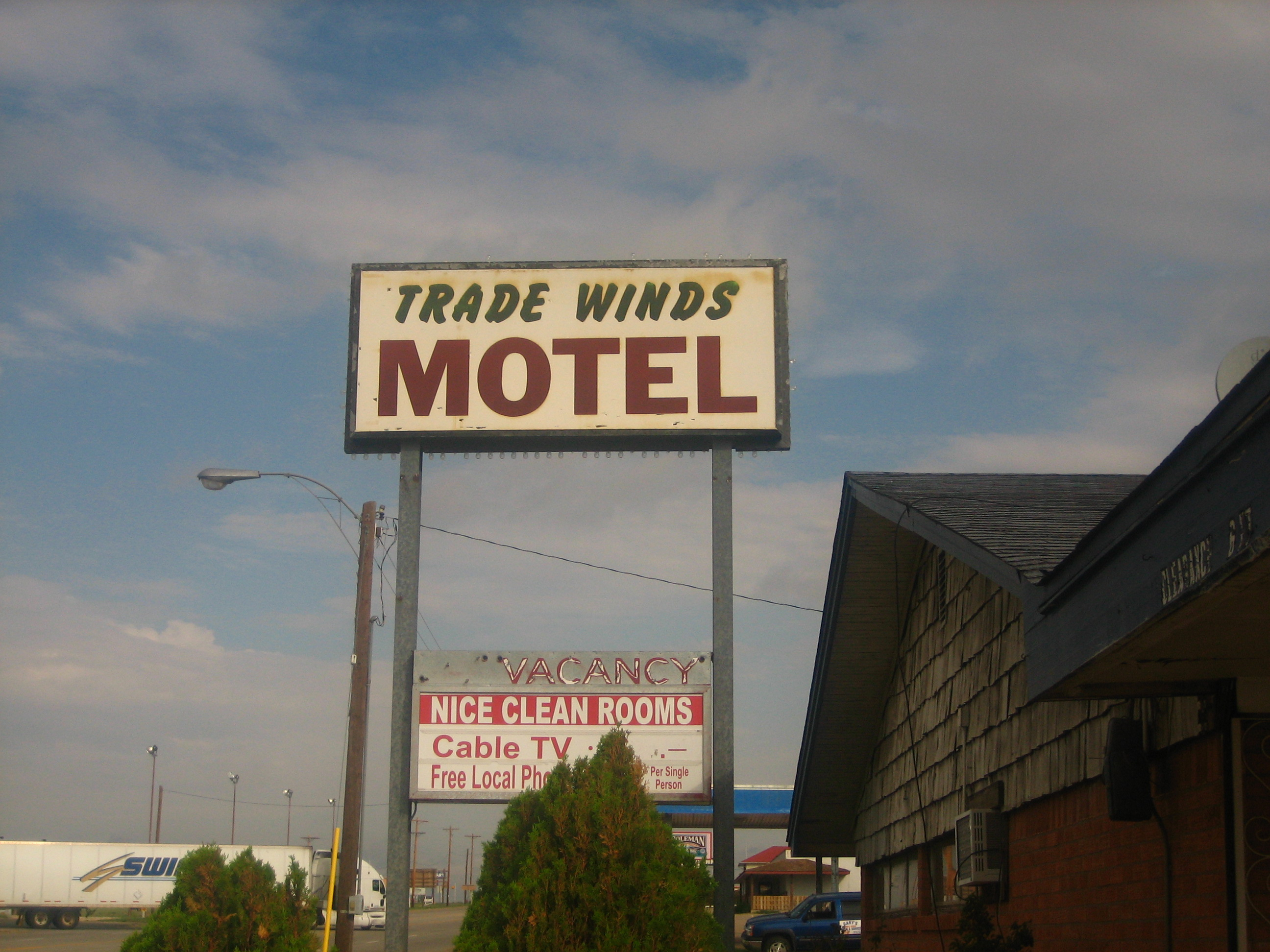
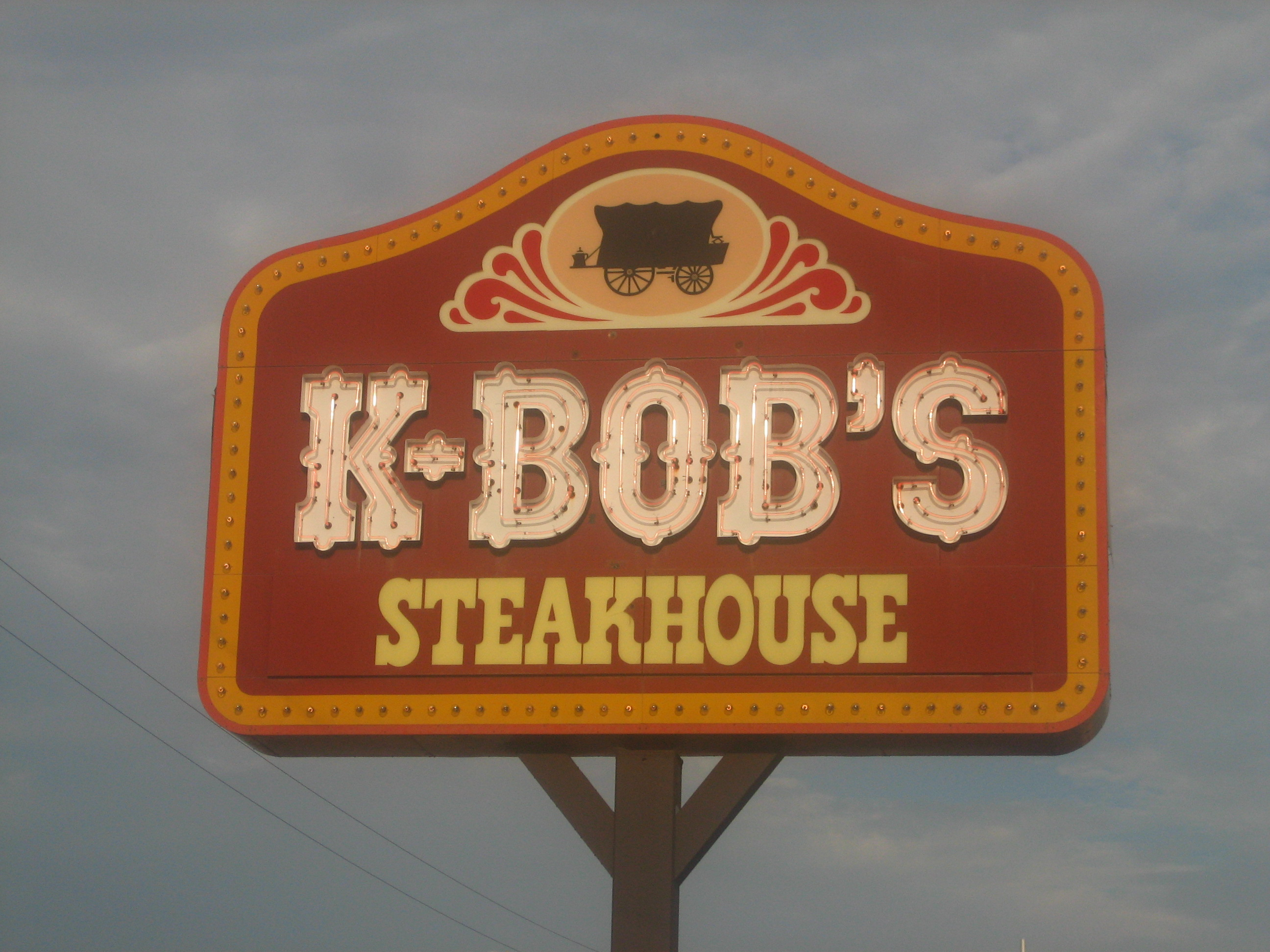
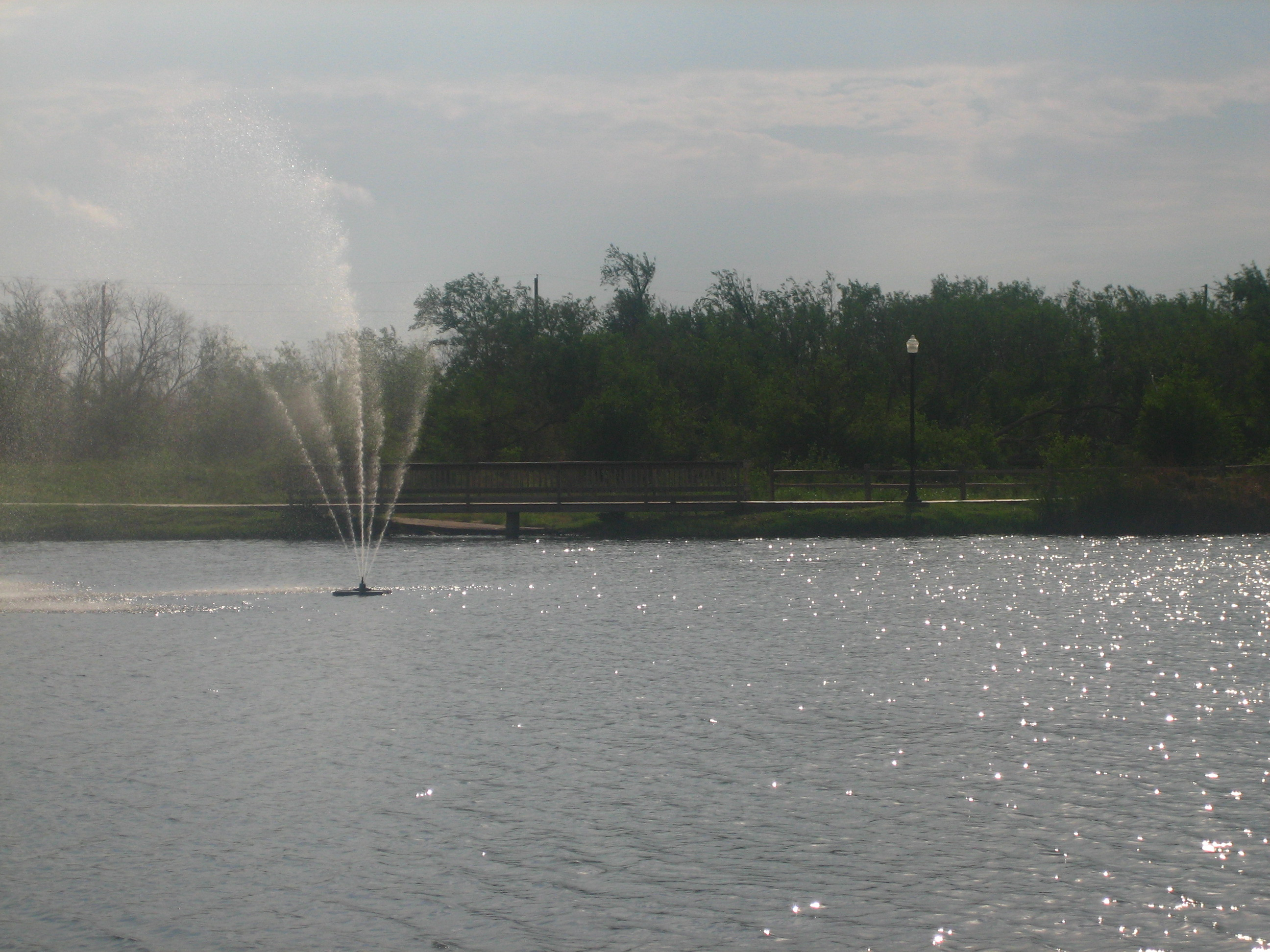
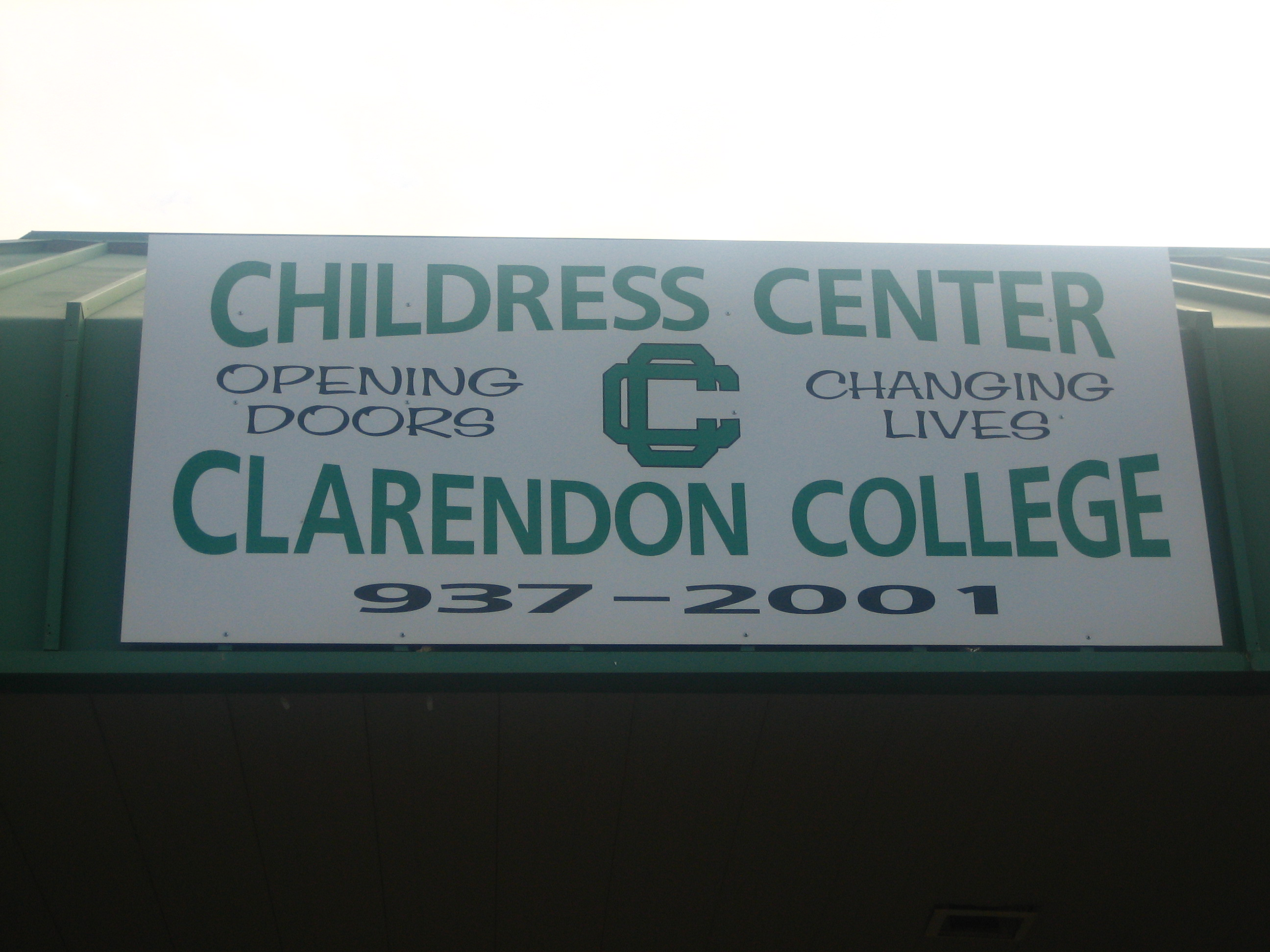
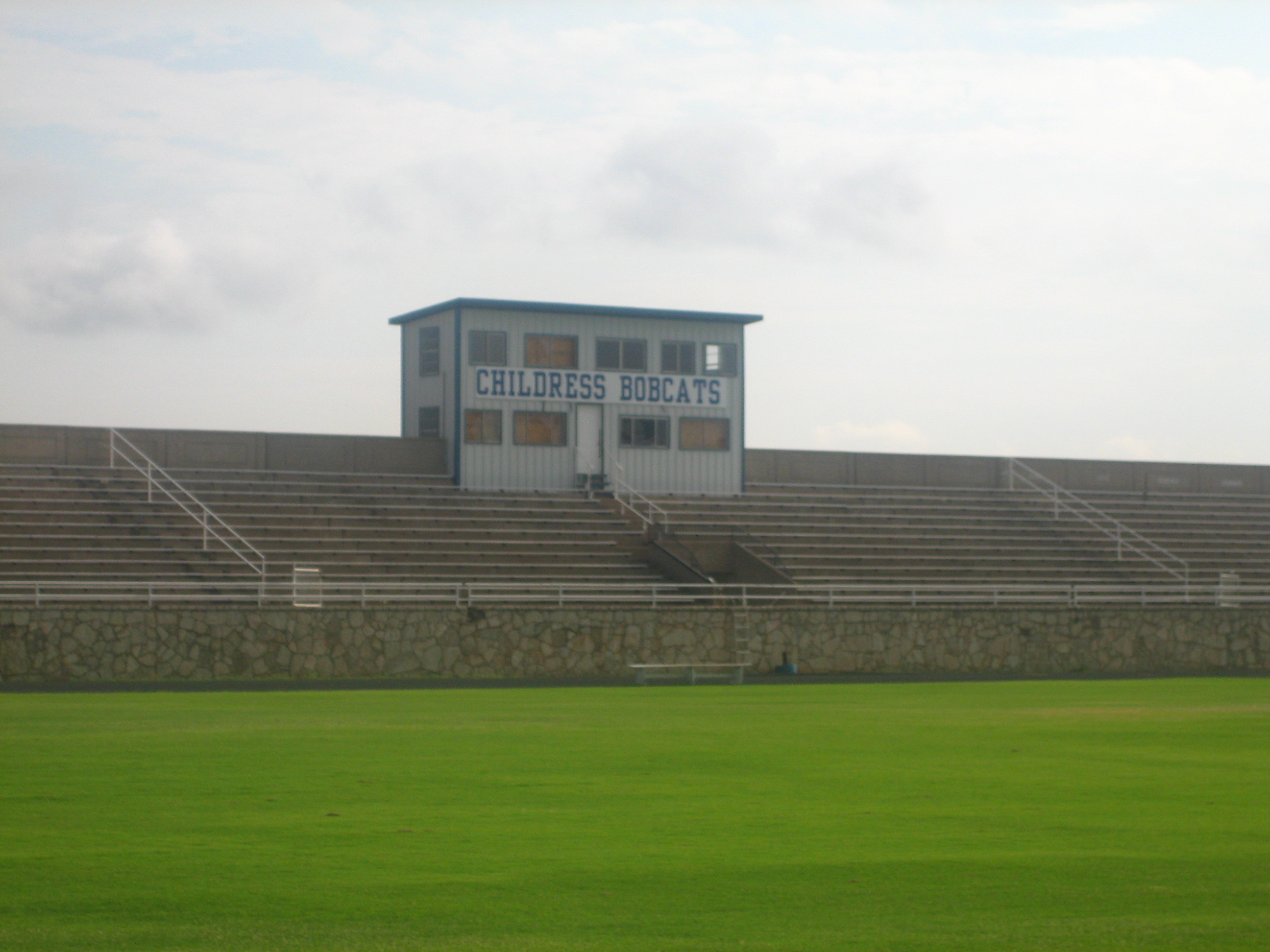
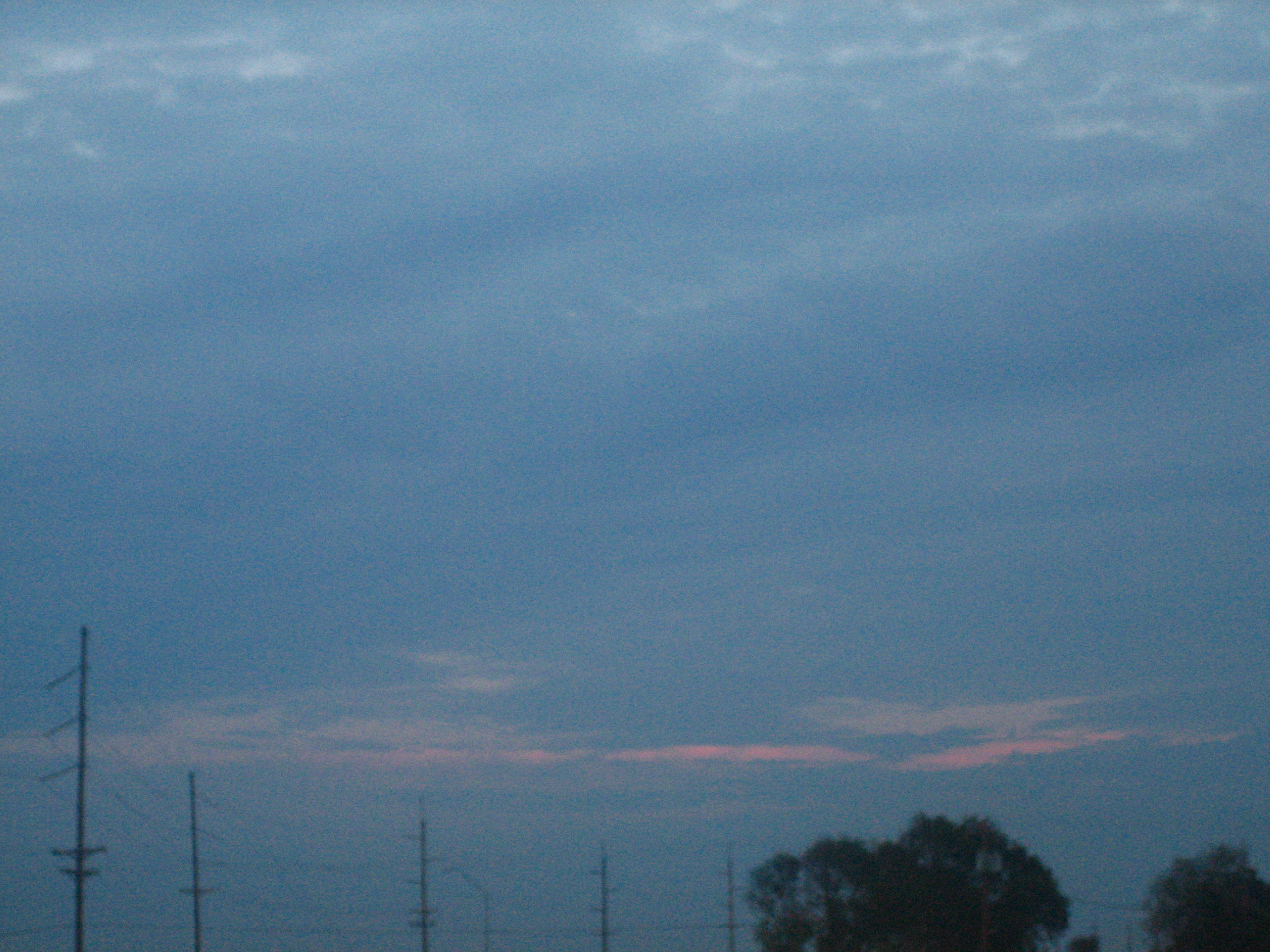
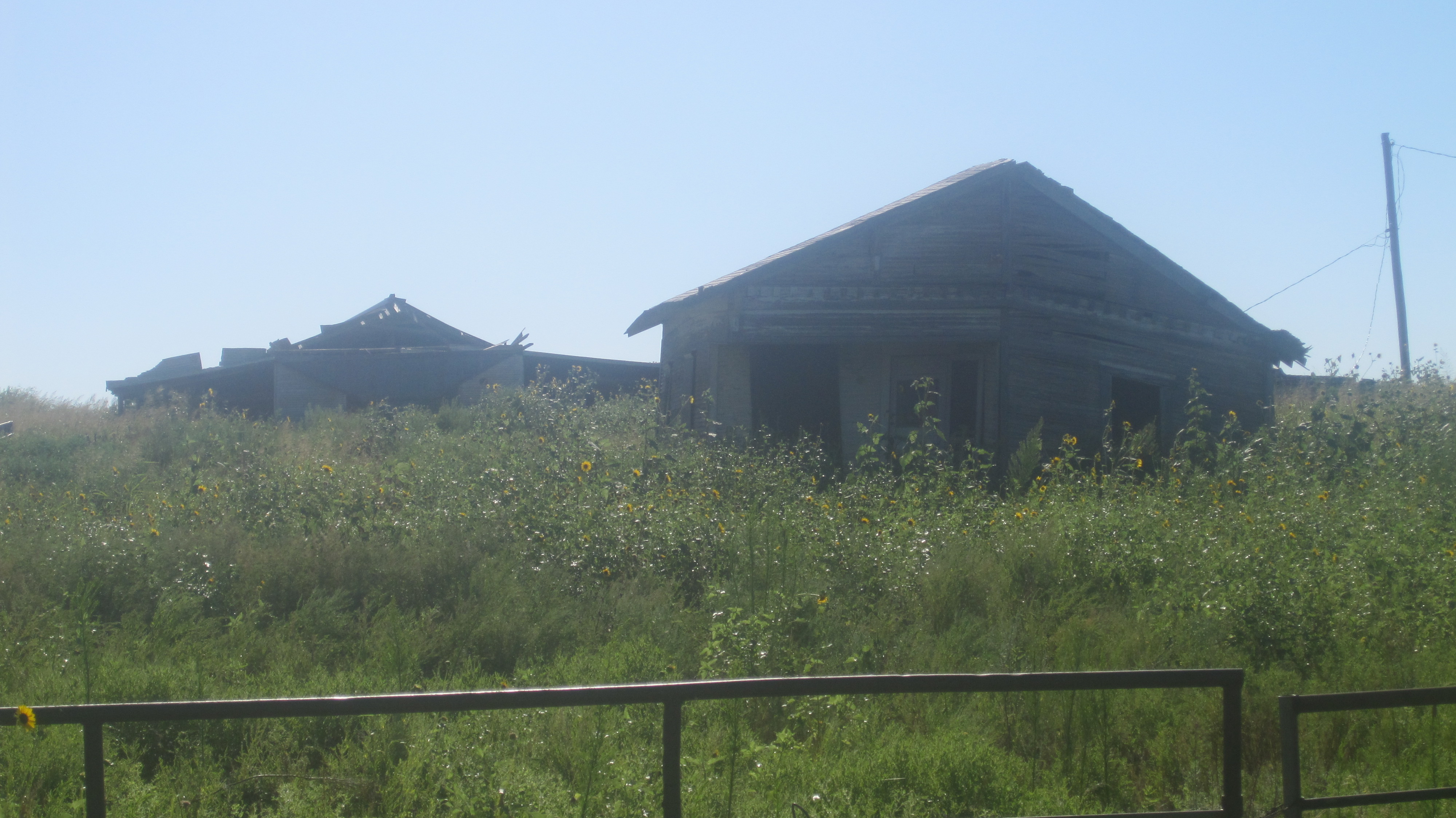

## موقعیت جغرافیایی
موقعیت جغرافیایی شهرها و مناطق اطراف به شرح زیر است: